# Калоян Методиев
Калоян Методиев е политолог, доктор по политически науки. Народен представител в L народно събрание.

## Биография
Калоян Емилов Методиев е роден на 24 април 1976 г. в град София. През 1994 г. завършва 133-то СУ „Ал. С. Пушкин“ с хуманитарен профил и руски език. През 2001 г. се дипломира като магистър по политология в Софийския университет „Св. Климент Охридски“, където специализира Външна политика и Национална сигурност. Стажант в Европейския парламент в Брюксел. Доктор по политология с дисертация на тема „Генерационна динамика и биологично-възрастови фактори в българската политика (1989 – 2006)“. Автор на книгите „Поколения и възраст в политиката. Българският преход“ (2012) и „Западните Балкани и България (политика, дипломация, сигурност)“ (2016). В периода 2017 – 2019 г. живее в Лондон. Автор на стотици статии и интервюта на политическа и социална тематика. Ползва английски, руски, сръбски и хърватски език. Женен с две деца.

### Политическа дейност
От 2001 г. до 2003 г. Методиев е международен секретар на Младежкия съюз на демократичните сили (МСДС). Представлява партията в Младежката Европейска народна партия.
На 30 ноември 2003 г. е избран с квалифицирано мнозинство за председател на МСДС на III Национална конференция на организацията във Варна.
В периода 2004 – 2006 г. е зам.-председател на Демократични европейски младежки общности, седалище Копенхаген.
На парламентарните избори през лятото на 2005 г. е водач на листата на ОДС за област Търговище.
На 9 ноември 2005 година напуска СДС заедно с по-голяма част от членовете на НИС на МСДС и областните председатели на организацията.
През 2007 г. е сред основателите на политическа партия Общество за Нова България (ОНБ). Формацията е със социално-консервативни ориентация. Председател е от 2007 до 2013, когато се оттегля от активна политическа дейност.
Началник на кабинета на президента на Република България (19.08.2019 – 21.09.2020).
Организира „Българо-японски бизнес форум“, който е най-голямото подобно събитие в двустранните отношения с участието на българското президентство, правителство, НС, работодателските организации, БАН, японските инвеститори в България и представители на най-големите японски корпорации с годишен оборот над 390 милиарда долара. (5.02.2020).
Началник на политическия кабинет на Министъра на икономиката и индустрията (12.2021 – 08.2022).
Народен представител в L народно събрание (07-11.2024). Заклева се като независим депутат. 

### Научна и преподавателска дейност
През 2011 г. става доктор по политически науки след като защитава дисертация на тема „Генерационна динамика и биологично възрастови фактори в българската политика (1989 – 2007)“.
От 2010 до 2019 е хоноруван преподавател в катедра „Политология“ на Софийския университет.
От 2012 до 2017 г. е асистент в Югозападния университет „Неофит Рилски“ в Благоевград, където води курсове по Политически маркетинг, Институции на съвременната държава, Политически партии, Имиграционни политики, Енергийни политики, Съвременна политическа история на Балканите.
От 2015 до 2019 г. е политолог и главен анализатор на Института за стратегии и анализи.
От 2020 до 2021 г. е директор на институт „РЕГО“.

### Монографии
- Поколения и възраст в политиката. Българският преход, изд. Фабер, Велико Търново, 2012.
- Западните Балкани и България (политика, дипломация, сигурност), изд. Българско геополитическо дружество / Балкански институт за стратегически прогнози и управление на риска, София, 2016

### Студии и по-важни статии
- „Catalonia and Kosovo cases: comparative analysis“, In: „Kosovo: sui generis or precedent in international relations“, Institute of International Politics and Economics, Belgrade, 2018, p. 273 – 298
- „Бугарска на путу велике мигрантске кризе, искуства и очекивања“, у: „Балканска мигрантска рута: између политике права и безбедности“. Издавачи: Институт за међународну политику и привреду, Београд / Покрајински заштитник грађана – омбудсман, АП Војводина, Београд, 2017, стр. 400 – 406
- Лийпфрогинг моделът в геополитиката на Сингапур, Израел и България“, сп. Геополитика, изд. Българско геополитическо дружество, бр. 3/2017, с. 5 – 13
- Debata o vojnoj neutralnosti: iskustvo Bugarske”, u: Uticaj vojne neutralnosti Srbije na bezbednost i stabilnost u Evropi, Institut za medjunarodna politika i privreda/ Hanns Seidel Stiftung, 2016, Beograd, Serbia, 76 – 96
- “Bugarsko-hrvatski politički odnosi (1990 – 2015)“, Časopis za suvremenu povijest, Hrvatski institut za povijest, Vol. 48, br. 2 (2016) Zagreb, s. 331 – 353
- „Podela Istok-Zapad u EU u kontekstu izbegličke krize“, Međunarodna politika, Institut za medjunarodnu politiku i privredu, broj 1162 – 1163, 2016, Beograd, Serbia, 20 – 29
- „British Diplomacy in Bulgaria: 1989 to the Present“, „Przegląd Geopolityczny“ (Geopolitical Review), Tom (Volime) 15: 2016, Czestochowa, Poland, 153 – 165
- „British Diplomacy in Bulgaria During the Cold War“, International Journal of Multicultural and Multireligious Understanding (IJMMU), Vol 2, No 6, December 2015, Hamburg, Germany, 1 – 12
- „Gjenerata e vitit 1968: nga rebelimi i të rinjëve deri në politikë ”MALËSIA“, Nr. 9, Podgoricë, Malit të Zi, 2014, 295 – 302
- „Европейските елити и евроскептичният вот“, сп. Геополитика, изд. Българско геополитическо дружество, бр. 4/2014, с.57 – 62
- „Парламентарните избори в Сърбия и българското малцинство“, сп. „Геополитика“, изд. Българско геополитическо дружество, бр. 3/2014, с.19 – 22
- „Арабската икономическа активност в Югоизточна Европа“, сп. „Геополитика“, изд. Българско геополитическо дружество, бр. 2/2014, с. 20 – 30, в съавторство: Антон Панчев, Марко Марков.
- „Младежкото политическо участие в събитията от 1990 и 1997 година“. – сп. Политически изследвания, Българска асоциация за политически науки, 1 – 2/2011.
- „Пенсионерите, занимавали се с политическа дейност, и остаряването (1990 – 2010)“. – сп. Население, изд. на Центъра за изследване на населението, БАН, кн.1 – 2/2010, София, с. 161 – 176.
- „Bulgarian transition: generational discourse“, Теме, 2/2010, изданje универзитет у Нишу, Сърбия, с.463 – 478.